# Ейрена
Ейре́на, Іре́на (грец. Eirene — мир) — богиня миру, одна з ор, вихователька Плутоса. Культ Ейрени був поширений в Афінах; у Римі її шанували під ім'ям Пакс. За Авґуста Ейрені-Паксу споруджено вівтар, де щороку робили жертвопринесення. В античному мистецтві Ейрена постає у вигляді молодої жінки з рогом достатку, з маслиновою гілкою, з жезлом Гермеса й колосками. Статуя Кефісодота (375 р. до н. е.) зображувала Ейрену з малим Плутосом на руках. У комедії Арістофана «Мир» Ейрена виступає як уособлення миру.

## Шанування
Особливо поширене було її шанування в Афінах, де їй здавна приносилася безкровна жертва в свято Сінойкій, встановлений, за переказами, ще Тесеєм в пам'ять з'єднання дванадцяти громад Аттики в одну державу. Там само їй був споруджений вівтар після битви при Еврімедонті (465 до н. Е.) І після миру зі Спартою, укладеного в 374 до н. е. Мідна статуя Ейрени з немовлям Плутосом на руках — твір Кефисодота — стояла на ринковій площі Афін.
На честь богині названо астероїд 14 Ейрена.